# Santa Bárbara (Bahia)
Santa Bárbara é um município brasileiro do estado da Bahia. Pertence à Área de Expansão Metropolitana de Feira de Santana. Sua população estimada pelo Instituto Brasileiro de Geografia e Estatística (IBGE) em 2024 foi de 21 723 habitantes.

## História
Segundo a história oral da comunidade local, a ocupação do território por não indígenas ocorreu a partir da primeira metade do século XIX, quando colonizadores portugueses estabeleceram fazendas de gado na região, propriedades que contavam com a presença de escravos africanos, colonos (brancos e pardos), indígenas e posseiros de diversas etnias, emergindo desta convivência a cultura sertaneja local.
O território de Santa Bárbara era o povoado de Feira de Santana, com o nome de Freguesia de Santa Bárbara desde 1833, recebendo a denominação de Distrito de Santa Bárbara, através da Constituição Republicana de 1891. 
Em 1943, uma decisão do então presidente Getúlio Vargas eliminou várias cidades e vilas homônimas no Brasil e, como havia muitas cidades com o nome Santa Bárbara, a localidade passou a se chamar-se pelo topônimo de Pacatu em referência a uma corrida de cavalos que ocorria na localidade. De acordo com a tradição oral, a comunidade local não ficou satisfeita com este nome e continuou a utilizar a antiga denominação até o seu retorno ao nome de Santa Bárbara durante o posterior ato da emancipação.
O Distrito de Pacatu foi administrado por Francisco Valadares da Silva em diversas gestões, inclusive por nomeação do presidente Getúlio Vargas, em 1936. Porém, anos depois havia a participação de outros líderes no quadro político da vila: João Maia, José Cordeiro, Donato José de Lima, Luís Pereira, Antônio Ferreira de Carvalho, Antônio Araújo, entre outros. Esses administradores foram nomeados por diferentes prefeitos de Feira de Santana.
A emancipação do distrito de Pacatu se deu através da Lei Estadual nº 1.576, de 14 de dezembro de 1961, quando ele foi desmembrado de Feira de Santana para formar o município de Santa Bárbara, por meio de projeto de autoria do então deputado estadual Clodoaldo Campos, o qual foi sancionado pelo então governador da Bahia, Juracy Magalhães.

## Geografia

### Limites
| Noroeste: Lamarão e Candeal | Norte: Lamarão        | Nordeste: Lamarão                        |
| Oeste: Tanquinho            |                       | Leste: Santanópolis                      |
| Sudoeste: Feira de Santana  | Sul: Feira de Santana | Sudeste: Feira de Santana e Santanópolis |

## Política e administração
O município de Santa Bárbara possui uma estrutura político-administrativa composta pelo Poder Executivo, chefiado por um prefeito eleito por sufrágio universal, o qual é auxiliado diretamente por secretários municipais nomeados por ele, e pelo Poder Legislativo, institucionalizado pela Câmara Municipal de Santa Bárbara, órgão colegiado de representação dos munícipes que é composto por vereadores também eleitos por sufrágio universal.

### Poder Executivo
O prefeito de Santa Bárbara é Edifrancio de Jesus Oliveira, do Partido Social Democrático (PSD), que assumiu o cargo em 2021 para seu primeiro mandato e foi reeleito em 2024, iniciando seu segundo mandato em 2025. O vice-prefeito é Jacob de Oliveira Lopes, também conhecido como Jacó, do Republicanos.

### Poder Legislativo
A Câmara Municipal de Santa Bárbara é composta por onze vereadores.